# Dialetto novarese
Il novarese (nuares) è un dialetto, o un insieme di dialetti, appartenente al ramo occidentale della lingua lombarda con influenze della vicina lingua piemontese per quanto riguarda la parlata urbana del capoluogo di provincia Novara (e del suo hinterland), appartenenti alla lingua piemontese per quanto riguarda le parlate tra il corso del fiume Sesia e dell'Agogna e dialetti di transizione parlati più generalmente nella provincia (oleggese, branzagotto, galliatese e borgomanerese tanto per citare dialetti di città di considerevoli dimensioni).

## Correlazione con altri dialetti

### Dialetto novarese urbano
Nel dialetto urbano della città di Novara è molto forte l'influenza della vicina Milano. Tuttavia, non mancano elementi riconducibili alla lingua piemontese tanto nel lessico quanto nella morfologia (es.: la desinenza -uma per la prima persona plurale sul tipo di mangium per mangiamo; nell'uscita del plurale femminile in -i come in doni, steli per donne, stelle tipica del Piemonte orientale etc.). Nei comuni a sud di Novara confinanti con la Lomellina si hanno influenze dei vicini dialetti lomellino e vigevanasco.
(Antonio Rusconi, I parlari del Novarese e della Lomellina, 1878. pag. XXX)
Nelle varianti parlate in provincia invece, vi sono variazioni lessicali notevoli. Man mano che ci si sposta a ovest l'influenza piemontese diventa sempre più forte, tanto che i comuni della provincia di Novara posti nella zona compresa fra il torrente Agogna e la sponda orientale del fiume Sesia sono considerati linguisticamente piemontesi. 
Confrontando il novarese urbano con il milanese, che è la variante principale, per tradizione e letteratura, del lombardo occidentale, troviamo le seguenti particolarità:
- la [u], in posizione nasale, è pronunciata [o];
  - mil. intensiùn ma nov. intensión;
- presenza della o chiusa, utilizzata in posizione tonica;
  - mil. utùber ma nov. utóbar;
- la [ts] è pronunciata [s] e la [dz] è pronunciata [z] come in milanese;

- il femminile plurale si differenzia dal maschile, e termina in I come nel piemontese orientale:
  - mil. i donn ma nov. i doni;
- tutte le persone verbali hanno il proprio pronome clitico, come in piemontese;
  - mil. sem ma nov. i suma;
- la prima persona plurale dei verbi ha la terminazione piemontese anziché lombarda:
  - mil. andem ma nov. i anduma;
- tante /e/ atone mutano in una /a/ o in una /i/:
  - mil. persòna ma nov. parsóna
  - mil. atensiùn ma nov. atinsión:
- il participio passato non fa differenza fra maschile e femminile (come nel dialetto varesotto e in piemontese):
  - mil. cantada ma nov. cantaa;
- i verbi stare, fare, andare, essere hanno un participio particolare, comune alla maggior parte dei dialetti sud occidentali della lingua lombarda:
  - mil. staa, faa, andaa ma nov. stai, fai, andai.
- Il verbo ausiliare principale, diversamente dai finitimi dialetti vercellese e milanese, è il verbo vess (essere): mi son fai, io ho fatto.

### Dialetti novaresi provinciali
Nei dialetti che troviamo in provincia abbiamo delle parlate di transizione tra quella che è la lingua piemontese (orientale) e la lingua lombarda (occidentale). Per quanto riguarda le caratteristiche di questo gruppo di dialetti troviamo sicuramente elementi lombardi come il pronome "ghe" e la negazione "mia" presenti in tutti i paesi tra il corso del Sesia e del Ticino (compresa anche la Valsesia), elementi piemontesi già elencati nelle caratteristiche del dialetto di Novara ed altri elementi importanti che conferiscono una maggiore "piemontesofonia" ai dialetti di campagna rispetto a quello urbano:
- nella maggior parte dei paesi si usa la desinenza -é piemontese nell'infinito dei verbi che in italiano finiscono in -are:
  - nov.urb. lavrà ma nov.pro. lavré
  - nov.urb. andà ma nov.pro. andé
  - nov.urb. fà ma nov.pro. fé

- a volte è presente la desinenza -i piemontese orientale nell'infinito dei verbi che in italiano finiscono in -ere:
  - nov.urb. mett ma nov.pro. meti
  - nov.urb. vess ma nov.pro. essi
  - nov.urb. vegh ma nov.pro. aveghi
- molto diffusa la vocalizzazione della L in U:
  - nov.urb. cald ma nov.pro. càud
  - nov.urb. alt ma nov.pro. àut
  - nov.urb. salt ma nov.pro. sàut
- a livello lessicale:
  - nov.urb. cavra ma nov.pro. crava (capra in dialetto borgomanerese)
  - nov.urb. let ma nov.pro. lecc (letto)
  - parole usate in provincia (molte anche nel capoluogo): asu (asino), smana (settimana), duja (recipiente), parëcc / ansì (così)...

## Tabelle comparative con i dialetti vicini
| Varietà               | 1      | 2      | 3    | 4      | 5     | 6   | 7   | 8        | 9    | 10  | 11           | 12    | 17     | 19      | 20   | 30     | 50        | 70             | 100  |
| --------------------- | ------ | ------ | ---- | ------ | ----- | --- | --- | -------- | ---- | --- | ------------ | ----- | ------ | ------- | ---- | ------ | --------- | -------------- | ---- |
| Novarese occidentale  | jün    | düi    | trei | quatar | sinch | ses | set | jeut     | neuv | des | jündas       | düdas | disset | disneuv | vint | tranta | sinquanta | stanta         | sent |
| Novarese di provincia | jün/ün | düi/dù | tri  | quatar | cinch | ses | set | eut      | neuv | des | ündas        | düdas | disset | disneuv | vint | tranta | cinquanta | stanta         | cent |
| Novarese urbano       | vün/ün | dü     | tri  | quatar | cinch | ses | set | veut/eut | neuf | des | vündas/ündas | düdas | disset | disneuf | vint | tranta | cinquanta | stanta/setanta | cent |

| Varietà    | lunedì   | martedì | mercoledì | giovedì  | venerdì | sabato     | domenica |
| ---------- | -------- | ------- | --------- | -------- | ------- | ---------- | -------- |
| Piemontese | lùn-es   | màrtes  | mèrcol    | giòbia   | vënner  | saba       | dumìnica |
| Novarese   | lùndas   | màrtas  | mèrcul    | giòbia   | vènar   | saba/sabat | dumìnica |
| Lombardo   | lundesdì | mardì   | mercoldì  | gioeubia | venardì | sabet      | domenega |

- Di seguito una tabella comparativa delle coniugazioni (tenendo in considerazione il fatto che la "o" si legge [u]):

| Italiano       | Piemontese orientale | Novarese         | Lombardo occidentale |
| -------------- | -------------------- | ---------------- | -------------------- |
| essere         | esse                 | essi/vesa        | vess                 |
| io sono        | mi i son             | mi i son         | mi son               |
| tu sei         | ti t'èi              | ti t'è           | ti te seet           |
| lui/lei ha     | lu/le a l'é          | lu/le l'é        | luu/lee l'é          |
| noi siamo      | noi i soma           | nui i soma       | numm semm            |
| voi siete      | voi i sèi            | vui i sé         | vialter siiv         |
| loro sono      | lor i én             | lor j'in         | lor hinn             |
| avere          | avèj                 | avèghi           | vegh                 |
| io ho          | mi i j'heu           | mi i gh'heu      | mi gh'hoo            |
| tu hai         | ti t'hèi             | ti ta gh'hè      | ti te gh'heet        |
| lui/lei ha     | lu/le a l'ha         | lu/le al gh'ha   | luu/lee al gh'ha     |
| noi abbiamo    | noi i j'oma          | nui i gh'oma     | nialter gh'emm       |
| voi avete      | voi i l'èi           | vui i gh'é       | vialter gh'hiiv      |
| loro hanno     | lor i j'han          | lor i gh'han     | lor gh'hann          |
| mangiare       | mangé                | mangé            | mangià               |
| io mangio      | mi i mangg           | mi i mängg/mängi | mi mangi             |
| tu mangi       | ti 't mangi          | ti 't mängi      | ti te manget         |
| lui/lei mangia | lu/le al mangia      | lu/le al mängia  | luu/lee la mangia    |
| noi mangiamo   | noi i mangioma       | nui i mängioma   | nialter mangemm      |
| voi mangiate   | voi i mange          | vui i mängé      | vialter mangiiv      |
| loro mangiano  | lor i mangio         | lor i mängian    | lor mangen           |

## Esempi di dialetto novarese urbano

### Un dialugh tra un padrun e 'l sò servitur
- Padron: Eben, Batista, t'hii fai tüti i cumission ch'i t'hoo dai?
- Sarvitor: Credi da vess stai sgagiaa pü che hoo pudüü. 'Sta matina ai ses e 'n quart seri già in viagg; ai set e mezza seri a mezza straa, e ai vot e trii quart 'gnevi dent in cità; ma pö è piuvüü tant!
- P: Che, sicond al solit, tì 't sareet casciaa ind una ustaria a fà 'l lampion, spiciand che cessass l'aqua! E parchè t'heet mia piaa sü l'umbrela!
- S: Par no avè cul crüssi; e pö iarsira, quand son andai in let, piuviva già pü o, sa piuviva, piuviva apena un stissin; stamatina, quand i son levaa sü, l'era tüt seren e, apena nassüü el sol, è 'gnüü tüt nivul; da lì un poo è 'gnüü sü un gran venton, ma inscambi da menà via i nivli, l'ha mandaa tampesti ch'i hinn düraa mezz'ora, e pö giò aqua a segi.[1]

### Una nuvela del Bucasc
I disi donca che int i temp del prim re 'd Cipri, dopo che Gotifrè 'd Büglion l'ha 'vüü guadagnaa la Tera Santa, gh'è capitaa che una dona nobila 'd Guascogna, apena visitaa par divossion al S. Sepolcar, a s'è mitüü in viagg par tornà a cà suva. Rivaa a Cipri, l'han ofendüü propi da vilan certi personi tristi cumè 'l pecaa mortal. Lee s'è ben lamentada sübit, ma nissün gh'aveva da pudè jütàla, e nissün saveva gnanca consolàla int una quai manera. Alora l'ha pensaa da presentàss al re par vègh giüstissia, ma quaidün gh'ha dii ch'a 'l gh'eva gnenta da fà, parchè 'l re l'era vün così cativ e sensa puntili ch'a 'l fava gnenta par i altar e gnanca par lü, anca quand l'avissan ofendüü in tüti i maneri. Cula povra dona, a sentì 'sti robi chì, l'ha perdüü sübit la speransa da podè vendicàss. Ma l'ha vorsüü pijàss al güst da dàgh 'na lession al re par fàgh capì 'ch l'eva propi un povr'om a pensàla in cula manera. L'è andai donca da lü e, intant ch' la piangiva, gh'ha dii: "Ma, neh, lü, ch'al senta cul ch'i gh'hoo voja da dìgh mì: mì son mia 'gnüü parchè gh'abi la speransa ch'al faga un quaicuss par mì in quant a certi personi che m'han fai 'gnì rabiaa l'altar dì, parchè i 'm disevan adree tanti brüti paroli: soo ben che lü 'l pensa mia a 'sti robi chì. Mì vorissi domà ch'am disissa propi dabon cuma 'l fa lü a mia 'gnì rabiaa, quand quaidün a 's pija güst a fàgh di dispressi; e cust parch'i podi imparà anca mì, e savèm regolà püssee ben par soportà con pasiensa tüt cul ch'i 'm fan i altar da mal".

Al re, che sempar l'eva stai là ch'al pareva gnanca ch'al füdiss atent, tüt int un moment l'è saltaa sü cuma 's füss disvigiaa alora, e l'ha cominciaa a fà tüt cul ch' l'eva necessari par castigà cui balosson ch'avevan maltrataa cula povra dona, e pö anca par lü l'ha sempar fai divers da prima, pü gnenta 'l lassava passaa da mal contra 'l sò onor sensa castigà, cuma gh'andava, i personi ch'i 'l tribülavan int una manera o int un'altra.
 
(Giovanni Papanti, I parlari italiani in Certaldo, 1875, pagg. 320-321)

### La parabula del Fiö Trasun (versiun muderna)
Un òman al gh'aveva dü fiöi.

E ‘l püssee giuin a gh'ha dii cunt al sò pà: “Senta papà, dàm cul ch'am tuca!” e ‘l papà a gh'ha dai la sò part.

Un quai dì dòpu, al fiö püssee giuin l'è fai sü ‘l fagòt e l'è ‘ndai fin a cà dal diaul, indua l'è fai fòra in goga e migoga.

E dòpu che lü s'ha mangiaa fòra pròpi tüt, gh'è ‘gnüü inta cul paes ‘na gran caristia e lü l'è cuminciaa a vèdla grisa e a fà dla fam.

E alura l'è ‘ndai a lavrà par un fitaul dal post, ch'a l'ha mandaa ‘nt la sò cassina a cürà i purscee.

Lü a gh'aveva suta ‘na sgajusa ch'l'avria mangiaa anca i giandli di purscee, ma nissüna agh na dava.

Alura lü ‘l gh'ha pensaa sü e s'ha dii tra da lü: “E pensà ch'i famèj dal mè papà i gh'han dal tüt e mì ‘nveci chinsì i mòri dla fam!

Sarà méj ch'i turni a cà méa e ch'i ‘gh disi al mè vecc: Papà, i son capii d'avé sbagliaa cuntra ‘l Signur e cuntra da tì;

Mì i meriti pü da vess al tò fiö; pijam a lavrà almen ‘me vün di tò manzulee”

Alura l'è fai sü i sò strasc e s'ha ‘nviaraa par andà a cà. L'era ‘ncura distant ch'al sò papà l'ha cugnussüü sübit, a gh'ha ‘vüü cumpassion e gh'ha curs incuntra, l'ha brasciaa sü e l'ha basaa.

Al fiö a gh'ha dii: “Papà, mì i v'hò ufendüü, tì e ‘l Signur; e i meriti pü da vess al tò fiö”.

Ma ‘l papà s'ha miss a vusà: “Gent! Sgagiv! Purtì chì la müda püssee bela e vistìl, mitìgh sü ‘n bel anel e ‘n bel para da scarpi növi!

E purtì fòra ‘l videl püssee grass e massìl! Mangiuma e fasuma tüti ‘nsema ‘na bela festa cunt una gran paciada.
 
Parchè ‘stu fiö, che par mì l'era mort, l'è risüscitaa, mì l'avevi perdüü e ‘dess l'hò truaa ‘ncura”. E tüti i hin cuminciaa a mangià e bev.

Intant, l'altar fiö, ch'l'era fòra ‘nt i camp, turnand a cà l'è sintüü tüt astù burdel.

L'è fermaa ‘n famèj e gh'ha ciamaa cuss l'è ch'al gh'era capitaa.

E cul là a gh'ha dii: “L'è turnaa a cà ‘l tò fradel e ‘l tò papà l'è massà ‘l videl püssee grass par festegiàl”.

Ma a lü a gh'ha ‘gnüü ‘l fut e l'è mia vursüü ‘ndà denta. Alura ‘l sò papà l'è ‘gnüü fòra lü a ciamàl.
 
Ma lü a gh'ha rispundüü: “Senta, papà, i hin tanti ani ch'i lauri par tì e t'hò sempar dai a trà in tüt, e tì ti m'hee mai dai gnanca ‘n cravin par pudé mangiàmal insema ai mè amis

E ‘pena ‘l tò fiö, ch'a n'ha fai pegg che Bartold e s'ha mangiaa fòra tüt cunt i batuni l'è turnaa ‘ndrera, tì ti gh'heet massaa ‘l püssee bel videl dla stala!”

E lü a gh'ha dii: “Car al mè fiö, dam da trà, tì ti seet sempar astai ‘nsema a mì, e tüt cul ch'al gh'è chì l'è tò.

A ‘s duveva ben fàgh festa par vess cuntent, parchè ‘l tò fradel par mì l'era mort e l'è turnaa a viv, a s'era perdüü e a l'è stai ritruvaa”.
(Carlo Turri, "Grammatica del dialetto novarese”, pag. 219-220)

## Esempi di dialetti della provincia di Novara

### Al Söcriscta (dialetto maggiorese)
Qula da Magiura l'è gent da ghjeja, bascta dìi ch'i n' àn fatch sü ben sesc: Santös Spirt, Sant 'Antonghju, Santa Cruj, San Rok, Madòna Duluràa e Muciäj.
E j'àn mia scprivà: j'àn traj sü lun-ghi e larghi cume baragi, divusiùn an tal cor e bursìn an män pör fesi pördunèe i pöcai che, miracüli j' eru bén tantch.
I lauravu pörò a sundgia 'd gumbiu cuminciant dal " Söcriscta che, cun tüt qul casament, gh'eva mia tant da bacilèe.
A'nmönsava la matìn bun'ura a fèe Sant Peru cun al chiavùn: daurìi la büsciula, tirèe al cainac e dìi gli urasiùgni che pör la sctraa l'eva già 'nmönsà. Süttu a pisèe i chjiar sü l'altar magiur caminant börbölin börbölìn pör mia döscturbèe al Signur, bütèe giù la tuaja che 'l dì prüma l'era statchia bügandàa e pöi 'n sacrösctia a visèe la cota döscpigàa, 'mpii d'aua e dö vin j' urzöj, deghi 'na pasàa al candlèe pör felu gnii pusè lüsctru.
Al temp al pasava e 'l doni gnevu dint sempri pusè tanti, a s'söntigheva dal socli e dal litanii; pör söcürisi al guardava foo e, cume sempri, la Carlota 'ntal prüm bank la guardava 'n darè pör vughi chi gneva dint; la Maria, cun la curugna 'nt una män e al fasulät 'nt l'auta, prögava e la piangeva; la 'Ngiulina l'era 'n ginutugni davanti la Madona dal Rusariu; la sciura Fasola, 'nzurnia cün al sö gran vel grij, l'era sötàa giù 'ntal sö bank; Pinìn eGiuana, brav matalötti sül bancötti, i ciüpavu la buca, pör mia ghignèe fort.
Al Söcriscta al sunajava la fäscta, tutch i dì l'era la medesima sctoria, e pönsèe che mumenti a s' döscmangava da tiresi foo al giachè e butèe su la väscta negra, ghjusct 'n temp prüma da vüglu gni dint e dighi: " bundì sciur Arsiprät ".
Parlumnu mia quand j' eru sut al fäscti, al pouru Söcriscta l'eva da fesi 'n tri: fèe giù la puuri da pör tüt, tachèe sü i drap sü i pilasctri, pulìi al candeli d'la lanigna e butèji ben dritchi uügna 'npara dl'auta, tirèe foo i candlei, al cartiglorii e i vaj pör i altar dal capäli, pürtèe al mössal dö völùt rus, visèe l'incens dint 'nt al turibulu e al baldachìn pör la pröscisciùn.
Tutch i dì gh'n'era pör sctèe dre a tutch qüi ch'i gnevu pör ghjeja : qüi d'la " Cumpagnia d'Santa Marta " vösctij dö blö, qüi dal " Santissimu Sacrament " cun i parament biank, i mataj ch'i favu un burdal prüma da 'nmönsèe la dutrigna.
I frustej pöi lu tögnevu 'n ausaräla pörquè al seva mia qua i vuresciu: i caritugni i mandava 'ntal previ pör la limosna, pör i caminant al chjamava al campèe, ma, pör qüi ch'i scbörlughjavu dint e foo, al pudeva fèe ma 'na roba: döjmötti e pürteji a vughi scküröö cüntant qüsct e qul dö Sant 'Agapitu.
Alura scì j 'eru cuntentch!

### La parabula del Fiö Trasun (dialetto borgomanerese)
Al gh'era 'na bòta un òmo, e l'iva du mataj.
E 'l più zovno do cos-ci l'ha dicc onsé a seu pari: "Dèmi 'l mè tòco ch'a venmi!" e lu l'ha sparté fòghi la ròba.
Da là a pòch tempo, ost mato l'ha tirà via tut col ch'a l'iva tocàghi e l'è nacc via a stima lontan lontan, e l'ha mangià 'l fat seu con al svaldrini.
E quand l'ha bieu angualà tucossi, l'è gneughi 'na gran carestìa 'nto col paìso, e lu l'ha smandzà a 'vèj d'abzeugno.
E l'è nacc inà, e l'è tacassi tacà a n'òmo do coj siti là, ch'a l'ha mandalo a vardè ij porsej int la seu campagna.
E l'iva vòja d'impinì la panscia dal giandi ch'i mangiavo ij nimaj, ma antsun dàvago.
Quand l'ha bieu tirà a cà 'l có, l'ha dicc onsé tra 'd lu: "Quanci sarvitoj a cà 'd mè pari j'han pan fin ch'a vòlu, e mé chilò i crapi dla fam!
I levarò seu e i narò a cà 'd mè pari e 'j diròghi: O pari, j'hò ofandeu al Signór e vu;
i 'n mériti più da vess ciamà veust fieu; tignemi comè un dij veust sarvitoj".
Al leva seu e 'l va da seu pari. L'era ancó lontan che seu pari l'ha vùstolo e l'ha santeussi a pianĝi 'l còr, e l'è nàcioghi ancontra, l'ha ciapalo 'nt al còlo e l'ha basà seuto.
E 'l fieu l'ha dicioghi: "Pari, j'hò ofeso 'l Signór e vu, i 'n mériti più da vess ciamà veust fieu".
Alora 'l pari l'ha dìcio aj seu sarvitoj: "Presto, porté scià la più bela casaca e maté seugla; matéghi 'n dì n'aneli e cautselo.
E né tó subto 'n bel vidé, matselo, mangioma e foma 'na raconchiglia.
Perchè ost mè mato l'era meurto e l'è risuscità; l'era perso e j'ho trovalo". E j'ha smandzà la sciavaròta.
Al prumo dij du mataj l'era fò int on campo: e ant al gnì cà, quand l'è stacc a riva, l'ha santeu ch'i sonavo e ch'i cantavo.
L'ha ciamà on dij sarvitoj, e l'ha domandaghi coss l'era 'sta ròba.
E col sarvitó l'ha dìcio onseghi: "L'è gneu cà veust fradé, e veust pari l'ha facc matsé 'n vidé bel grasso par al gusto da vèghilo san e salvo".
L'è gneughi la fota, e 'l voriva gnanca né 'n cà. E inora l'è gneu fò seu pari, e l'ha smandzà a preghelo da né denti.
Ma lu, rispondenti, l'ha dicc a seu pari: "Eco, inn tancc agni ch'i sèrviv, e j'hò mai disubidevi 'n bòto, e vu ii mai gnanca dàciomi 'n cravichi ch'i podiss sté legro con ij mè amisi;
ma daposso che l'é gneu cà sto, ch'a l'ha mangià tutcossi con al plandi, ii matsà 'n vidé do coj angrassà".
Ma lu l'ha dìcio onseghi: "Aba po nota, té t'è 'l mè careu, e tut col ch'i hò, l'è tutcoss teu;
ma 'n s'podiva parò fé damanco da sté legri e fé 'n bel disné, perchè teu fradé l'era meurto e l'è risuscità, l'era perso e l'è stacc trovà".
Bernardino Biondelli, Saggio sui dialetti gallo-italici, 1853, pag. 49

### Al Vènt ad Tramuntana e l Sò (dialetto camerese)
I crïéva un dì al Vént ad Tramuntana e l Só: vüc al pretendéva da vès püsè fòrt che l àut, quan(t) ch'i vöga a gnì un viandàn(t), ch'al gnéva inèi fac' sü int al sò mantèl. I dü litigànt, ainóra, ìc andà d acòrdiu ch'a sarisa stac' püsè fòrt chi l è ch'a fusa stac' riuscì a fé sì che al viandànt as tirisa vìa al mantèl d'indòs.
Al Vént ad Tramuntana cmanzò a bufé cun viulénza, ma püsè ch'al buféva püsè l viandànt as-a-strinsgéva nt al mantèl, tantu che ala fic al pòvru Vént l à duü piantéla lì dal sò prupòsit. Al Só, ainóra, s à fàic' vöc int al cél, e póc dòpu al viandàn(t), ch'al sintiva càut, as à tirà vìa al mantèl. E la Tramuntana l'è stàc' custrinsgiü insì a ricugnös che l Só l éva püsè fòrta che lé.

T à piasü la sénpia? La vuruma ripét?
1. ↑   1783-1872 [from old catalog Oxford University, Raccolta di dialetti italiani con illustrazioni etnologiche, Firenze, Tipografia Tofani, 1864,  p. 33. URL consultato il 14 maggio 2023.
2. ↑   Sito del Comune di Maggiora, su comune.maggiora.no.it.
3. ↑   Saggio sui dialetti gallo-italici di Bernardino Biondelli, su books.google.it.
4. ↑   Dialetto di Cameri di Emilio Pedrazzini, su bulgnais.com.